# Harvard University Press

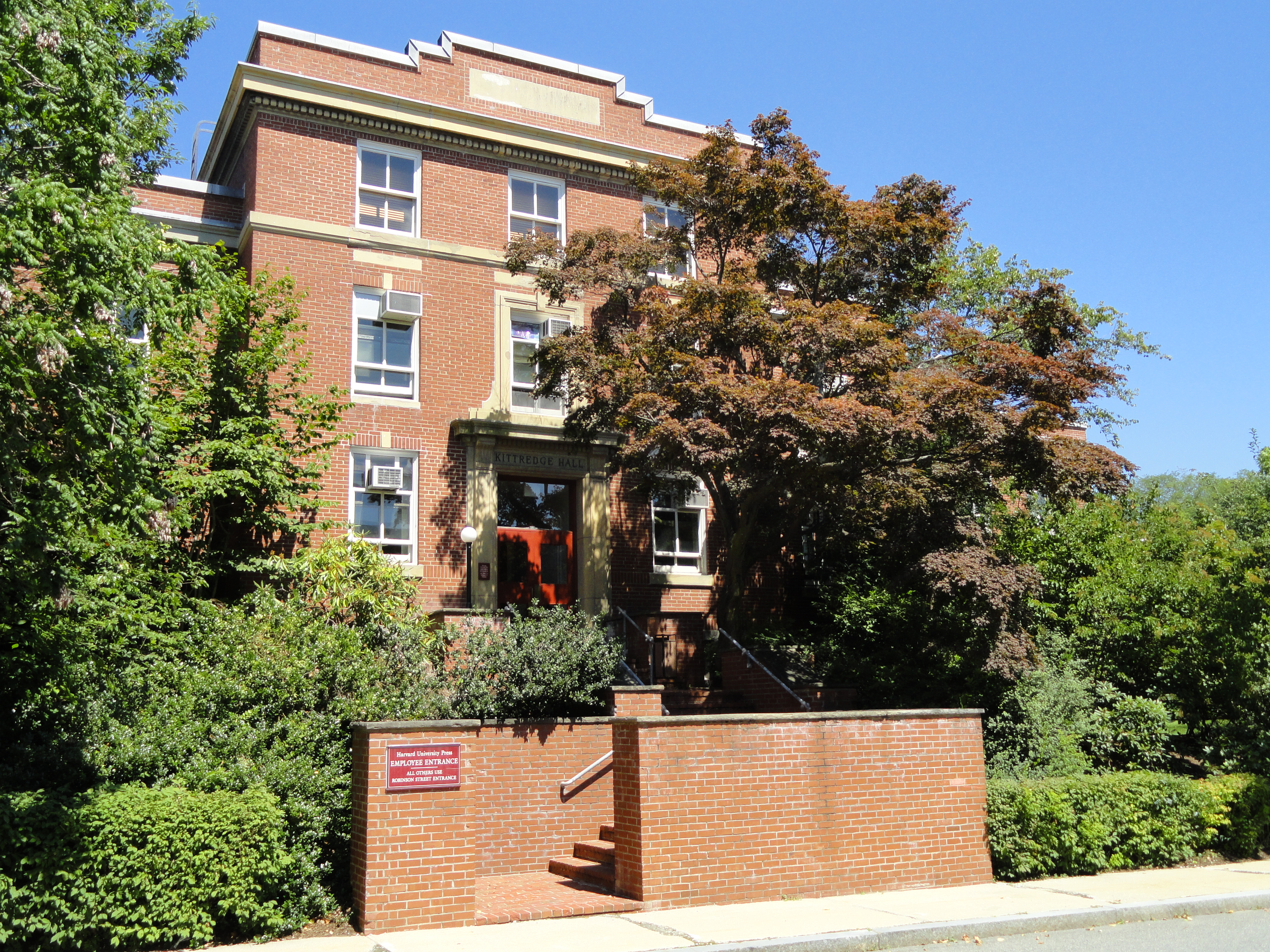
Kittredge Hall, sediul Harvard University Press

Harvard University Press (HUP) este o editură înființată pe 13 ianuarie 1913 ca divizie a Universității Harvard și axată pe publicarea de lucrări științifice. În 2005 a publicat 220 de titluri noi. Este membră a Association of American University Presses. După retragerea lui William P. Sisler în 2017, George Andreou a fost numit în funcția de director; redactor-șef este Susan Wallace Boehmer.

## Prezentare generală
Editura are birouri în Cambridge, Massachusetts, în apropiere de Harvard Square, la New York și la Londra, Anglia. Ea deține distribuitorul TriLiteral LLC, împreună cu MIT Press și Yale University Press.
Printre autorii notabili publicați de HUP se numără Eudora Welty, Walter Benjamin, E. O. Wilson, John Rawls, Emily Dickinson, Stephen Jay Gould, Helen Vendler, Carol Gilligan, Amartya Sen, David Blight, Martha Nussbaum și Thomas Piketty.
Display Room din Harvard Square, dedicată vânzării publicațiilor HUP, a fost închisă pe 17 iunie 2009.

## Mărci și serii de cărți
HUP deține marca Belknap Press, pe care a inaugurat-o în mai 1954, cu publicarea lucrării Harvard Guide to American History. Seria de cărți John Harvard Library este publicat sub marca Belknap.
Harvard University Press distribuie seria de cărți Loeb Classical Library și este editorul seriilor de cărți I Tatti Renaissance Library, Dumbarton Oaks Medieval Library și Murty Classical Library of India.
Ea este o editură distinctă de Harvard Business Press, care face parte din grupul Harvard Business Publishing, și de editura independentă Harvard Common Press.

## Premii
Cartea Listed: Dispatches from America's Endangered Species Act (2011) de Joe Roman a primit în 2012 Premiul pentru carte pe teme de mediu Rachel Carson din partea Societății Jurnaliștilor Ecologiști.

## Partizanat politic
Un studiu din 2011 al cărților publicate de Harvard University Press în perioada 2000-2010 pe teme de ideologie politică a constatat că, din 494, doar opt „au avut o viziune care a fost în mod vizibil fie liberală clasică, fie conservatoare”.